# Ванкеев, Жамсо Бальжинимаевич
Жамсо Бальжинимаевич Ванкеев (10 [23] августа 1914, Усть-Урма, Бурятия — 28 апреля 1993, Ташир, Бурятия) — советский хозяйственный, государственный и политический деятель, Герой Социалистического Труда.

## Биография
Родился в 1914 году.
С 1930 года — на хозяйственной, общественной и политической работе. В 1930—1975 гг. — счетовод колхоза, затем работал на разных должностях в Бурят-Монгольской АССР, секретарь сомонного Совета, бухгалтер отделения Госбанка, заведующий отделом соцобеспечения исполкома аймачного совета, в РККА, участник Великой Отечественной войны, бухгалтер колхоза, председатель колхоза имени Карла Маркса Селенгинского района Бурятской АССР
Указом Президиума Верховного Совета СССР от 22 марта 1966 года присвоено звание Героя Социалистического Труда с вручением ордена Ленина и золотой медали «Серп и Молот».
Избирался депутатом Верховного Совета СССР 5-го и 7-го созывов.
Умер в 1993 году.